# Kabinett Rocard II
Das Kabinett Rocard II wurde am 29. Juni 1988 ernannt, nachdem Michel Rocard am 24. Juni 1988 zum zweiten Mal zum Premierminister ernannt worden war. Das Kabinett löste damit die erste Regierung Rocard ab und wurde in der Folgezeit mehrmals umgebildet. Die Regierung war bis zum 16. Mai 1991 im Amt und wurde dann vom Kabinett Cresson abgelöst.

## Kabinett

### Minister
Dem Kabinett gehörten folgende Minister an:
| Amt                                                                              | Name                    | Beginn der Amtszeit | Ende der Amtszeit |
| -------------------------------------------------------------------------------- | ----------------------- | ------------------- | ----------------- |
| Premierminister                                                                  | Michel Rocard           | 24. Juni 1988       | 16. Mai 1991      |
| Staatsminister, Minister für nationale Bildung, Jugend und Sport                 | Lionel Jospin           | 29. Juni 1988       | 16. Mai 1991      |
| Staatsminister, Minister für Wirtschaft, Finanzen und Haushalt                   | Pierre Bérégovoy        | 29. Juni 1988       | 16. Mai 1991      |
| Staatsminister, Minister für Ausrüstung und Wohnungsbau                          | Maurice Faure           | 29. Juni 1988       | 22. Februar 1989  |
| Staatsminister, Außenminister                                                    | Roland Dumas            | 29. Juni 1988       | 16. Mai 1991      |
| Staatsminister, Minister für den öffentlichen Dienst und Verwaltungsreformen     | Michel Durafour         | 22. Februar 1989    | 16. Mai 1991      |
| Staatsminister, Minister für die Städte                                          | Michel Delebarre        | 22. Dezember 1990   | 16. Mai 1991      |
| Siegelbewahrer, Justizminister                                                   | Pierre Arpaillange      | 29. Juni 1988       | 2. Oktober 1990   |
| Siegelbewahrer, Justizminister                                                   | Henri Nallet            | 2. Oktober 1990     | 16. Mai 1991      |
| Verteidigungsminister                                                            | Jean-Pierre Chevènement | 29. Juni 1988       | 29. Januar 1991   |
| Verteidigungsminister                                                            | Pierre Joxe             | 29. Januar 1991     | 16. Mai 1991      |
| Innenminister                                                                    | Pierre Joxe             | 29. Juni 1988       | 29. Januar 1991   |
| Innenminister                                                                    | Philippe Marchand       | 29. Januar 1991     | 16. Mai 1991      |
| Minister für Industrie und Raumplanung                                           | Roger Fauroux           | 29. Juni 1988       | 16. Mai 1991      |
| Europaministerin                                                                 | Édith Cresson           | 29. Juni 1988       | 2. Oktober 1990   |
| Minister für Verkehr und Meeresangelegenheiten                                   | Michel Delebarre        | 29. Juni 1988       | 22. Februar 1989  |
| Minister für den öffentlichen Dienst und Verwaltungsreformen                     | Michael Durafour        | 29. Juni 1988       | 22. Februar 1989  |
| Minister für Arbeit, Beschäftigung und berufliche Bildung                        | Jean-Pierre Soisson     | 29. Juni 1988       | 16. Mai 1991      |
| Minister für Zusammenarbeit und Entwicklung                                      | Jacques Pelletier       | 29. Juni 1988       | 16. Mai 1991      |
| Minister für Kultur, Kommunikation, Großbauarbeiten und die Zweihundertjahrfeier | Jack Lang               | 29. Juni 1988       | 16. Mai 1991      |
| Minister für die Überseegebiete, Regierungssprecher                              | Louis Le Pensec         | 29. Juni 1988       | 16. Mai 1991      |
| Minister für Ausrüstung, Wohnungsbau, Verkehr und Meeresangelegenheiten          | Michel Delebarre        | 22. Februar 1989    | 21. Dezember 1990 |
| Minister für Ausrüstung, Wohnungsbau, Verkehr und Meeresangelegenheiten          | Louis Besson            | 21. Dezember 1990   | 16. Mai 1991      |
| Minister für Landwirtschaft und Forsten                                          | Henri Nallet            | 29. Juni 1988       | 2. Oktober 1990   |
| Minister für Landwirtschaft und Forsten                                          | Louis Mermaz            | 2. Oktober 1990     | 16. Mai 1991      |
| Minister für Post, Telekommunikation und den Weltraum                            | Paul Quilès             | 29. Juni 1988       | 16. Mai 1991      |
| Minister für die Beziehungen zum Parlament                                       | Jean Poperen            | 29. Juni 1988       | 16. Mai 1991      |
| Minister für Solidarität, Gesundheit und sozialen Schutz, Regierungssprecher     | Claude Evin             | 29. Juni 1988       | 16. Mai 1991      |
| Minister für Forschung und Technologie                                           | Hubert Curien           | 29. Juni 1988       | 16. Mai 1991      |
| Außenhandelsminister                                                             | Jean-Marie Rausch       | 29. Juni 1988       | 16. Mai 1991      |

### Beigeordnete Minister und Staatssekretäre
Dem Kabinett gehören ferner folgende Beigeordnete Minister und Staatssekretäre an:
| Amt | Name                | Beginn der Amtszeit | Ende der Amtszeit |
| --- | ------------------- | ------------------- | ----------------- |
| Beigeordneter Minister für Umwelt und für die Vorbeugung technologischer Risiken und großer Naturkatastrophen beim Premierminister | Brice Lalonde       | 2. Oktober 1990     | 16. Mai 1991      |
| Beigeordneter Minister für den Haushalt beim Minister für Wirtschaft, Finanzen und Haushalt                                        | Michel Charasse     | 29. Juni 1988       | 16. Mai 1991      |
| Beigeordneter Minister für die Frankophonie beim Außenminister                                                                     | Alain Decaux        | 29. Juni 1988       | 16. Mai 1991      |
| Beigeordnete Ministerin beim Außenminister                                                                                         | Edwige Avice        | 29. Juni 1988       | 16. Mai 1991      |
| Beigeordnete Ministerin für Europaangelegenheiten beim Außenminister                                                               | Elisabeth Guigou    | 29. Juni 1988       | 16. Mai 1991      |
| Beigeordneter Minister beim Siegelbewahrer und beim Justizminister                                                                 | Georges Kiejman     | 29. Juni 1988       | 16. Mai 1991      |
| Beigeordneter Minister beim Innenminister                                                                                          | Philippe Marchand   | 17. Juli 1990       | 29. Januar 1991   |
| Beigeordneter Minister für Raumplanung und Deindustrialisierung beim Minister für Industrie und Raumplanung                        | Jacques Chérèque    | 29. Juni 1988       | 16. Mai 1991      |
| Beigeordneter Minister für Handel und Handwerk beim Minister für Industrie und Raumplanung                                         | François Doubin     | 29. Juni 1988       | 16. Mai 1991      |
| Beigeordneter Minister für Tourismus beim Minister für Industrie und Raumplanung                                                   | Olivier Stirn       | 29. Juni 1988       | 5. Juli 1990      |
| Beigeordneter Minister für Tourismus beim Minister für Industrie und Raumplanung                                                   | Jean Michel Baylet  | 17. Juli 1990       | 16. Mai 1991      |
| Beigeordneter Minister für Meeresangelegenheiten beim Minister für Verkehr und Meeresangelegenheiten                               | Jacques Mellick     | 29. Juni 1988       | 16. Mai 1991      |
| Beigeordneter Minister für Wohnungsbau beim Minister für Ausrüstung, Wohnungsbau, Verkehr und Meeresangelegenheiten                | Louis Besson        | 29. März 1989       | 21. Dezember 1990 |
| Beigeordnete Ministerin für Kommunikation beim Minister für Kultur, Kommunikation, Großbauarbeiten und die Zweihundertjahrfeier    | Catherine Tasca     | 29. Juni 1988       | 16. Mai 1991      |
| Beigeordneter Minister für Gesundheit beim Minister für Solidarität, Gesundheit und sozialen Schutz                                | Léon Schwartzenberg | 29. Juni 1988       | 8. Juli 1988      |
| Beigeordneter Minister für Gesundheit beim Minister für Soziales und Solidarität                                                   | Bruno Durieux       | 2. Oktober 1990     | 16. Mai 1991      |
| Beigeordneter Minister für Senioren beim Minister für Solidarität, Gesundheit und sozialen Schutz                                  | Théo Braun          | 29. Juni 1988       | 2. Oktober 1990   |
| Staatssekretärin für die Rechte von Frauen                                                                                         | Michèle André       | 29. Juni 1988       | 16. Mai 1991      |
| Staatssekretär für Veteranen und Kriegsopfer                                                                                       | André Méric         | 29. Juni 1988       | 16. Mai 1991      |
| Staatssekretär für die Vorbeugung technologischer Risiken und großer Naturkatastrophen                                             | Gérard Renon        | 29. Juni 1988       | 29. März 1989     |
| Staatssekretär im Verteidigungsministerium                                                                                         | Gérard Renon        | 29. März 1989       | 16. Mai 1991      |
| Staatssekretär für Planung beim Premierminister                                                                                    | Lionel Stoléru      | 29. Juni 1988       | 16. Mai 1991      |
| Staatssekretär für Umwelt beim Premierminister                                                                                     | Brice Lalonde       | 29. Juni 1988       | 2. Oktober 1990   |
| Staatssekretär beim Premierminister                                                                                                | Tony Dreyfus        | 29. Juni 1988       | 16. Mai 1991      |
| Staatssekretär für humanitäre Maßnahmen beim Premierminister                                                                       | Bernard Kouchner    | 29. Juni 1988       | 16. Mai 1991      |
| Staatssekretär für technische Bildung im Ministerium für nationale Bildung, Jugend und Sport                                       | Robert Chapuis      | 29. Juni 1988       | 16. Mai 1991      |
| Staatssekretär für Jugend und Sport im Ministerium für nationale Bildung, Jugend und Sport                                         | Roger Bambuck       | 29. Juni 1988       | 16. Mai 1991      |
| Staatssekretärin für Verbraucher im Ministerium für Wirtschaft, Finanzen und Haushalt                                              | Véronique Neiertz   | 29. Juni 1988       | 16. Mai 1991      |
| Staatssekretär für internationale Kulturbeziehungen im Außenministerium                                                            | Thierry de Beaucé   | 29. Juni 1988       | 16. Mai 1991      |
| Staatssekretär für Gebietskörperschaften im Innenministerium                                                                       | Jean-Michel Baylet  | 29. Juni 1988       | 17. Juli 1990     |
| Staatssekretär für Straßen- und Flussverkehr im Ministerium für Verkehr und Meeresangelegenheiten                                  | Georges Sarre       | 29. Juni 1988       | 16. März 1991     |
| Staatssekretär für berufliche Bildung im Ministerium für Arbeit, Beschäftigung und berufliche Bildung                              | André Laignel       | 29. Juni 1988       | 16. März 1991     |
| Staatssekretär für Großbauarbeiten im Ministerium für Kultur, Kommunikation, Großbauarbeiten und die Zweihundertjahrfeier          | Emile Biasini       | 29. Juni 1988       | 16. März 1991     |
| Staatssekretärin für Familien im Ministerium für Solidarität, Gesundheit und sozialen Schutz                                       | Hélène Dorlhac      | 29. Juni 1988       | 16. März 1991     |
| Staatssekretär für Menschen mit Behinderungen und Unfallopfer im Ministerium für Solidarität, Gesundheit und sozialen Schutz       | Michel Gillibert    | 29. Juni 1988       | 16. März 1991     |